# Zale dukinfieldia
Zale dukinfieldia är en fjärilsart som beskrevs av William Schaus 1901. Zale dukinfieldia ingår i släktet Zale och familjen nattflyn. Inga underarter finns listade i Catalogue of Life.